# Desmodium metcalfei
Desmodium metcalfei är en ärtväxtart som först beskrevs av Joseph Nelson Rose och Joseph Hannum Painter, och fick sitt nu gällande namn av Thomas Henry Kearney och Robert Hibbs Peebles. Desmodium metcalfei ingår i släktet Desmodium och familjen ärtväxter. Inga underarter finns listade i Catalogue of Life.